# 예산종합운동장
예산종합운동장(禮山綜合運動場, Yesan Stadium)은 대한민국 충청남도 예산군에 있는 스포츠 시설이다. 천연잔디 필드와 스포츠플렉스 트랙이 갖춰진 다목적 경기장이 갖춰져 있으며, 보조경기장, 테니스 경기장 등이 조성되어 있다. 2017년 5월 30일에 예산군 체육시설 관리 운영 조례를 개정하여, 명칭을 '예산공설운동장'에서 '예산종합운동장'으로 변경했다.

## 참고 문헌
- “예산군 공공시설 현황”.
- 〈예산종합운동장〉. 《한국향토문화전자대전》. 한국학중앙연구원.
- 《전국 공공체육 시설 현황 (2017년말 기준)》. 대한민국 문화체육관광부. 2019.
- 《2023 전국 공공체육시설 현황 (2022년 12월말 기준)》. 대한민국 문화체육관광부. 2024.